# Stanisław Bukraba (burmistrz)
Stanisław Bukraba – polski samorządowiec.
W II Rzeczypospolitej został mianowany na urząd burmistrza Kobrynia 14 września 1920.